# Ramazúri
A ramazúri manapság ritkán használt szó; eredetileg rosszalló értelmű. Ma elsősorban gyermeknyelvi használata ismert. Időnként filmcímekben illetve műcímekben tűnik fel. Jelmondatokban is szerepel néha (pl. a Baba cég gyermekkozmetikumok szlogenje az Éljen a ramazuri!  Bár sokszor  rövid u-val, a hosszú-s alak a helyes.
A 2017-es Romazuri című filmnek az eredetitől eltérő magyar címét  a roma szónak a ramazuri szóval való összerántása motiválhatta.

## A szó eredete
Ausztriai német eredetű szó (Ramasuri, Remasuri) „lármás felfordulás, ramazúri”. A francia nyelvi ramasser „összeszed, halmoz” ige kifejező továbbalakításával keletkezett.

## Története
A 19-20. század fordulóján Mikszáth Kálmán több művében is feltűnt (így pl. Különös házasság, Akli Miklós), „Hej, lesz még itt »ramazúri« csak egyszer az a gyerek megnőjön!” (Mikszáth)